# سد آتاترک
سد آتاترک (ترکی استانبولی: Atatürk Barajı) بزرگ‌ترین سد ترکیه است که در استان آدیامان قرار دارد.
این سد که با هدف آبیاری و تولید برق بر روی رود فرات در چارچوب پروژه توسعه آناتولی جنوب شرقی احداث شده است در ۱۸۰ کیلومتری مصب سد کاراکایا و ۲۴ کیلومتری شهرستان بـﯗزاُوا در استان شانلی اورفا قرار گرفته است. ترکیه با ساخت این نوع سدها باعث خشکی تالاب هورالعظیم شده و معضل ریزگردها را برای ایران و عراق ایجاد کرده است.
ارتفاع این سد که دارای ۸ توربین است ۱۶۹ متر است و حجم تاج آن ۸۴٫۵ میلیون متر مکعب می‌باشد.
جبهه بیرونی این سد را صخره و جبهه درونی آنرا خاک و ماسه تشکیل می‌دهد.
احداث این سد از ۴ نوامبر ۱۹۸۳ آغاز و در سال ۱۹۹۴ به بهره‌برداری رسیده است.
نیروگاه این سد سالیانه ۸٫۹ گیگاوات انرژی الکتریکی با قدرت ۲۴۰۰ مگاوات تولید می‌کند.
سد آتاترک از لحاظ حجم کار ساختمانی پنجمین سد بزرگ جهان و از لحاظ تولید برق آبی نیز در دنیا سوم می‌باشد.
سد آتاترک بزرگ‌ترین سد اروپا و ترکیه است به طوری که می‌تواند نیاز کلانشهر استانبول به آب را ظرف پنج روز برآورده سازد.
این سد برای ۴۰۰ هزار نفر شغل ایجاد کرده است و با پایان سیستم آبیاری نهایی، ظرفیت اشتغال این سد به ۱ میلیون و ۷۵۰ هزار نفر خواهد رسید.

## نگارخانه

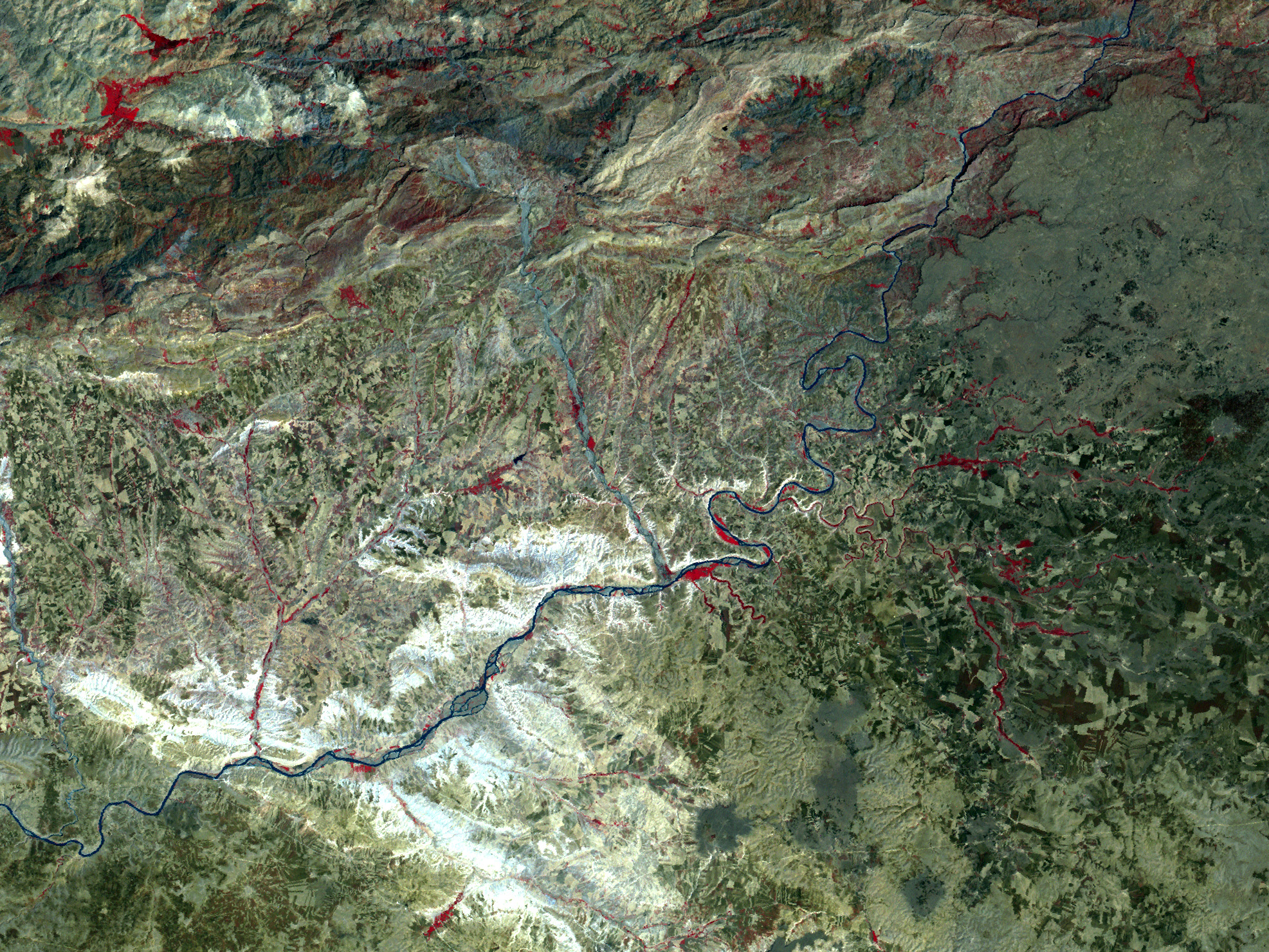
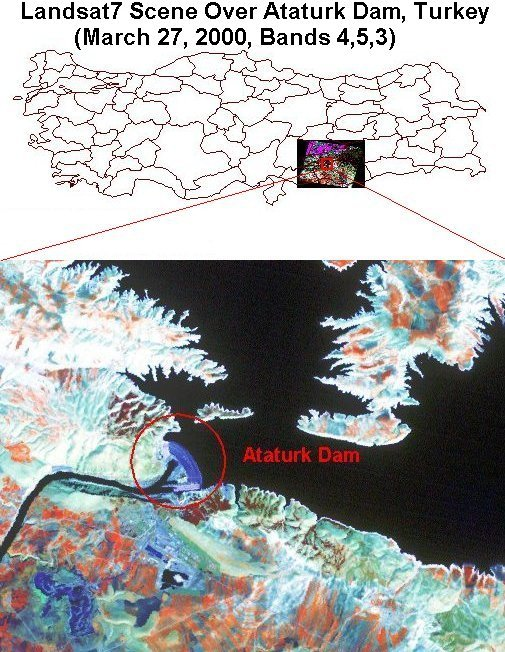
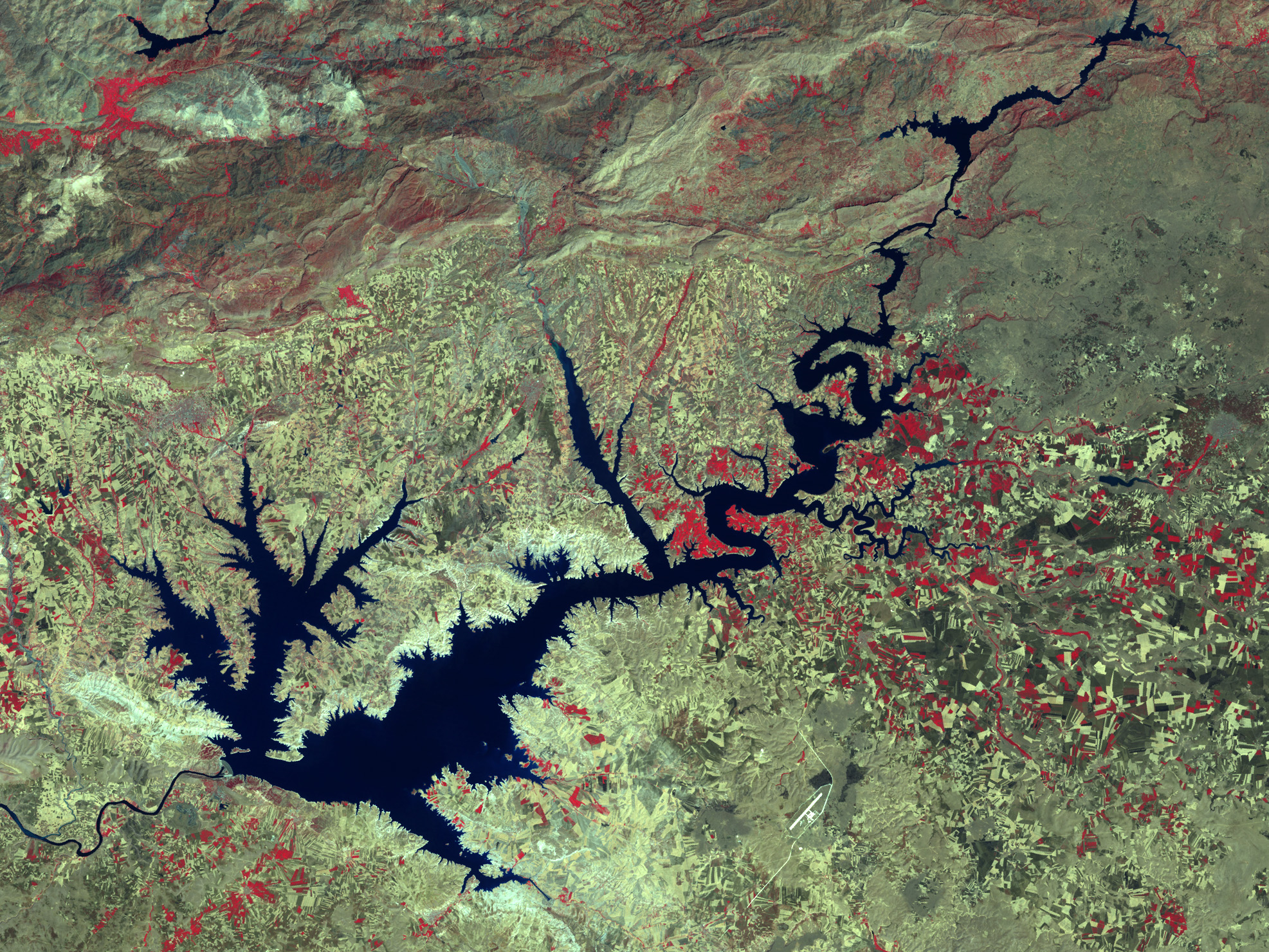